# Hormomitaria
Hormomitaria là một chi nấm in the Physalacriaceae.